# Sturmioactia auronigra
Sturmioactia auronigra är en tvåvingeart som beskrevs av Townsend 1927. Sturmioactia auronigra ingår i släktet Sturmioactia och familjen parasitflugor.
Artens utbredningsområde är Peru. Inga underarter finns listade i Catalogue of Life.